# Shaguma

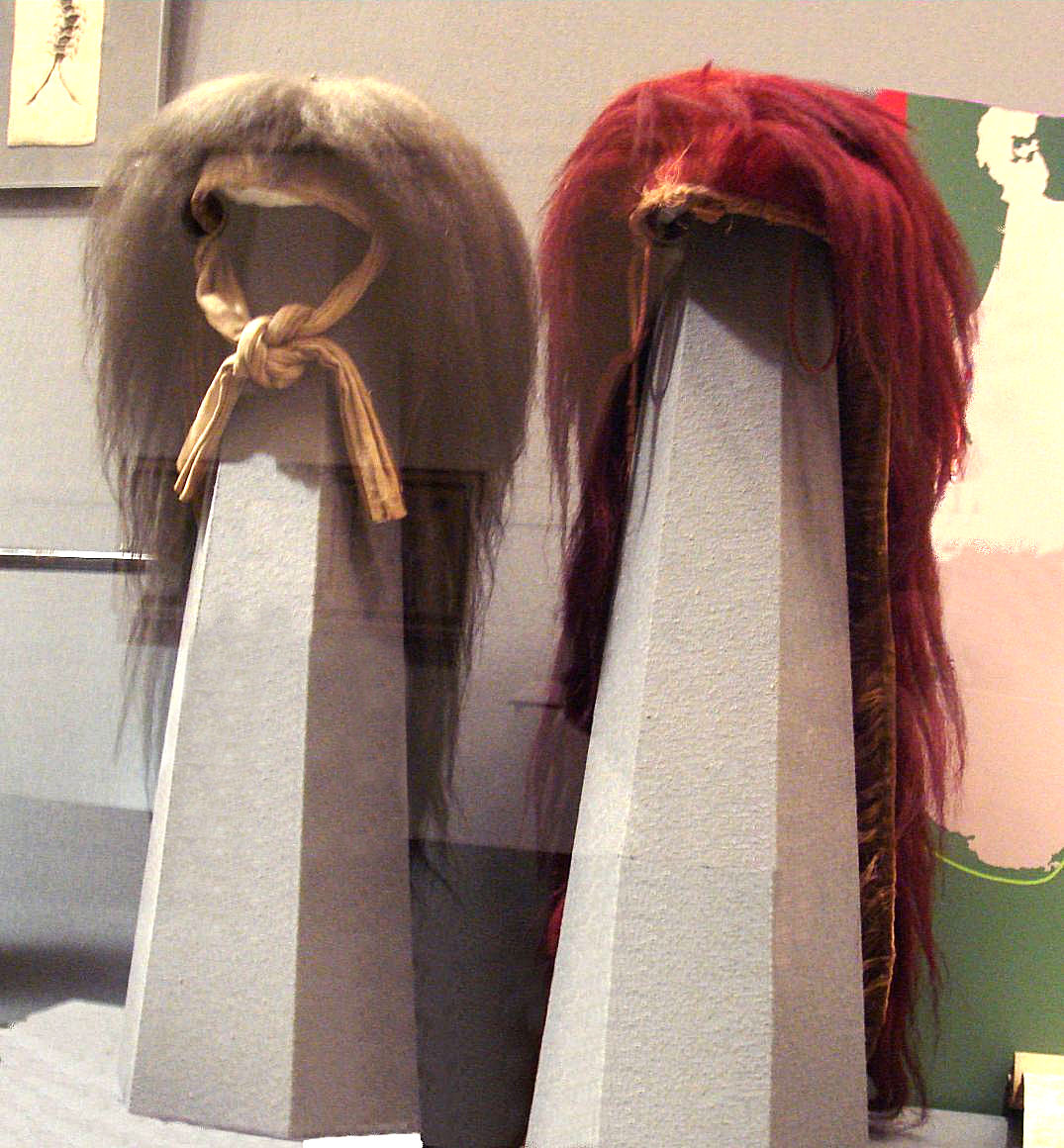
Couvre-chef haguma (gauche) et shaguma (droite).

Le shaguma (赤熊, « ours rouge ») est un type de couvre-chef porté par les soldats des troupes impériales japonaises pendant la guerre de Boshin (1867-1868). Il était très original du fait qu'il était pourvu de cheveux colorés d'« ours »[pas clair].

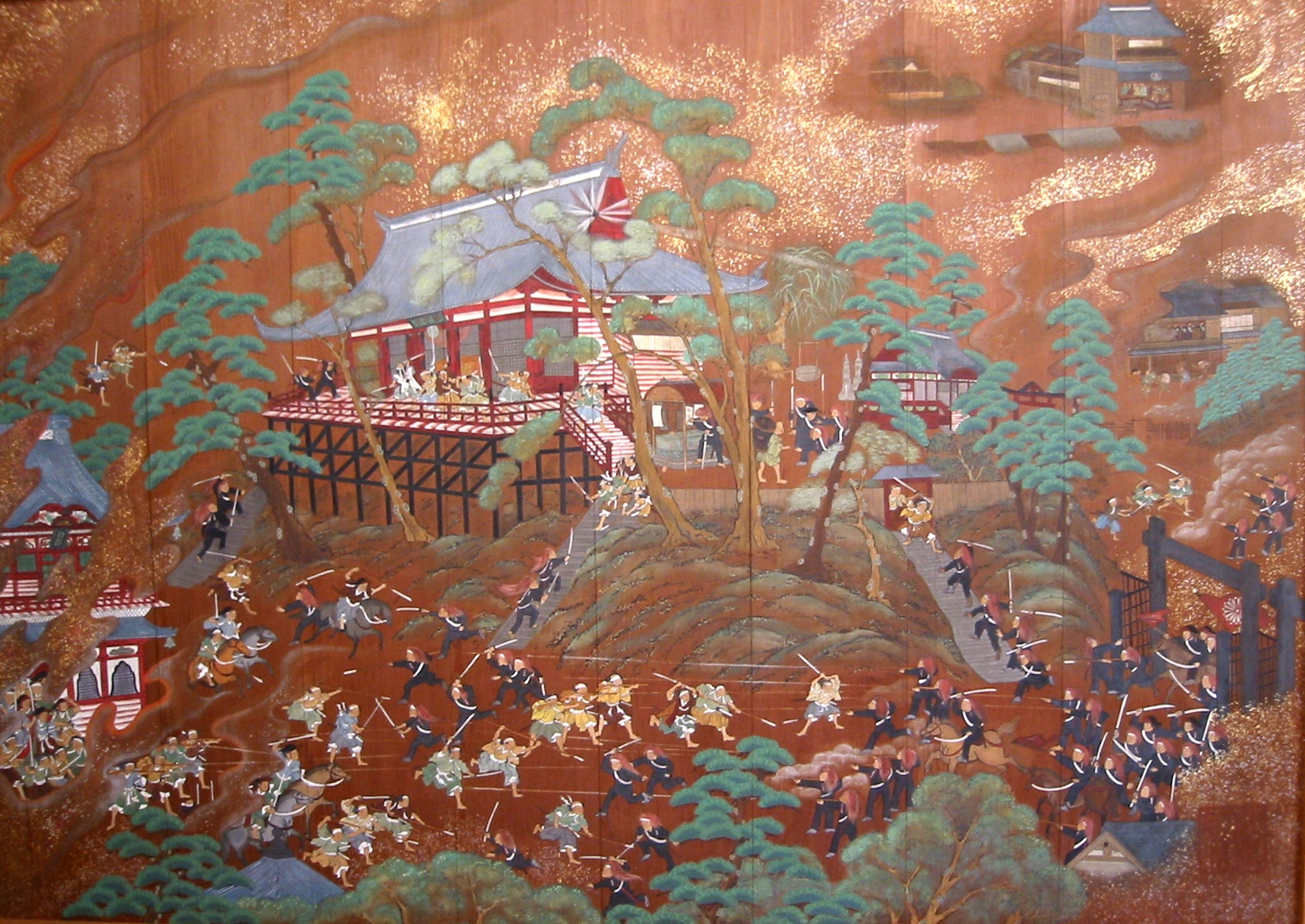
Des soldats portant des shaguma à la bataille d'Ueno, au temple du parc d'Ueno.

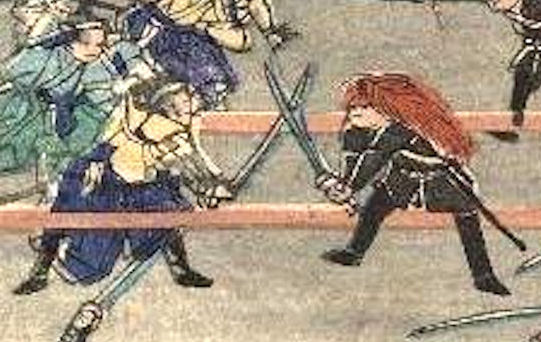
Duel entre un shogitai et un soldat de Tosa portant un shaguma à la bataille d'Ueno.

Les perruques d'ours rouge (赤熊, shaguma) indiquaient les soldats de Tosa, les perruques d'ours blanc (白熊, haguma), ceux de Chōshū, et les perruques d'ours noir (黒熊, koguma), ceux de Satsuma.

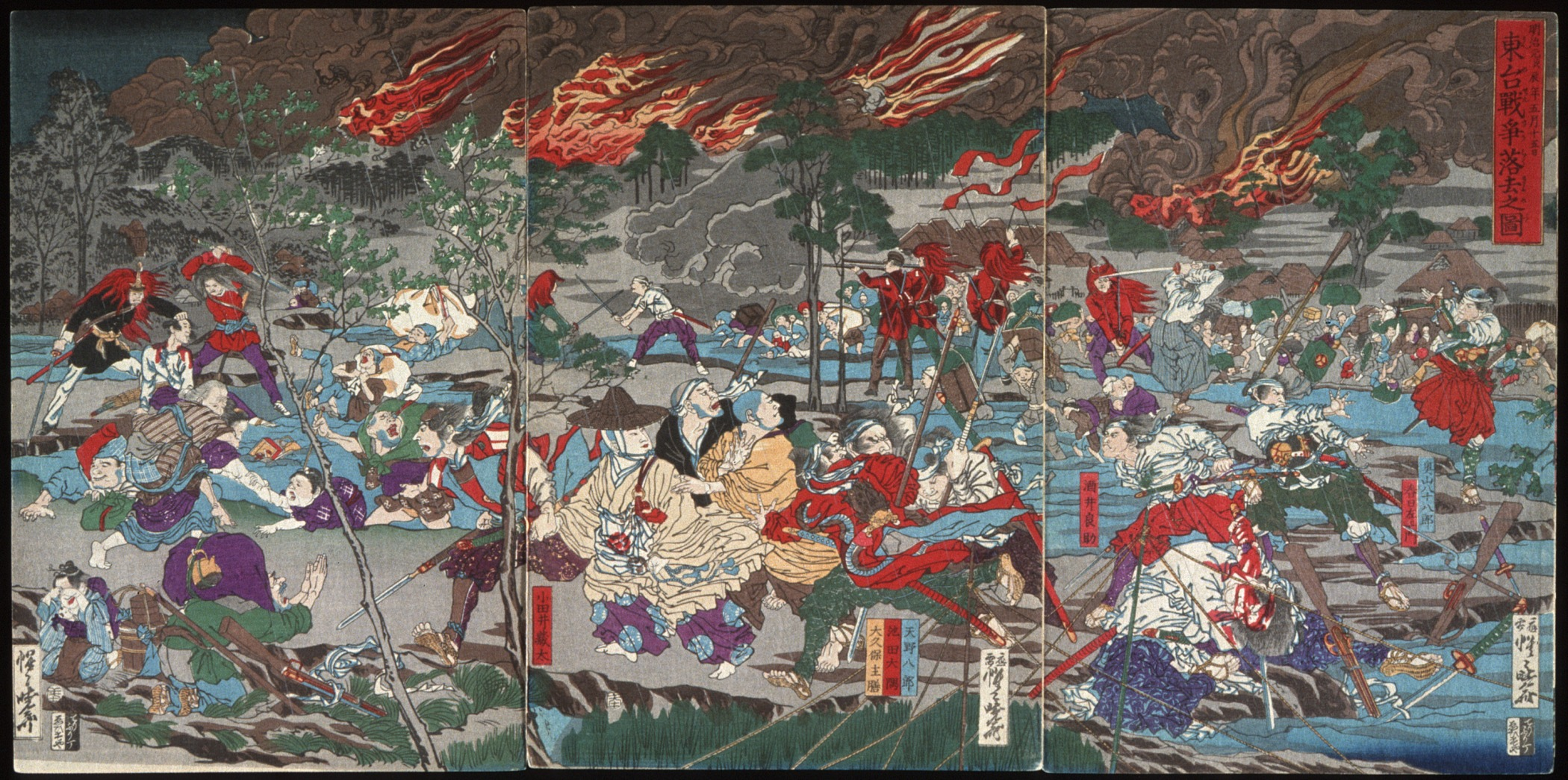
Kawanabe Kyosai, La Bataille d'Ueno, 1874. Des soldats coiffés dhaguma et de shaguma sont visibles à l'arrière-plan.

Le shaguma est aujourd'hui porté pendant des fêtes telles que le Gion matsuri. On pense qu'il aurait été inspiré par « les cheveux rouges » (roux) des Néerlandais pendant leur présence à Nagasaki.